# Département de Colón (Córdoba)
Pour les articles homonymes, voir Colon.
Le département de Colón est une des 26 subdivisions de la province de Córdoba, en Argentine. Son chef-lieu est la ville de Jesús María.
Le département a une superficie de 2 588 km2. Sa population s'élevait à 171 067 habitants au recensement de 2001. Il se situe immédiatement au nord de la capitale provinciale Córdoba. Il est le troisième plus petit en superficie mais le quatrième plus peuplé de la province.

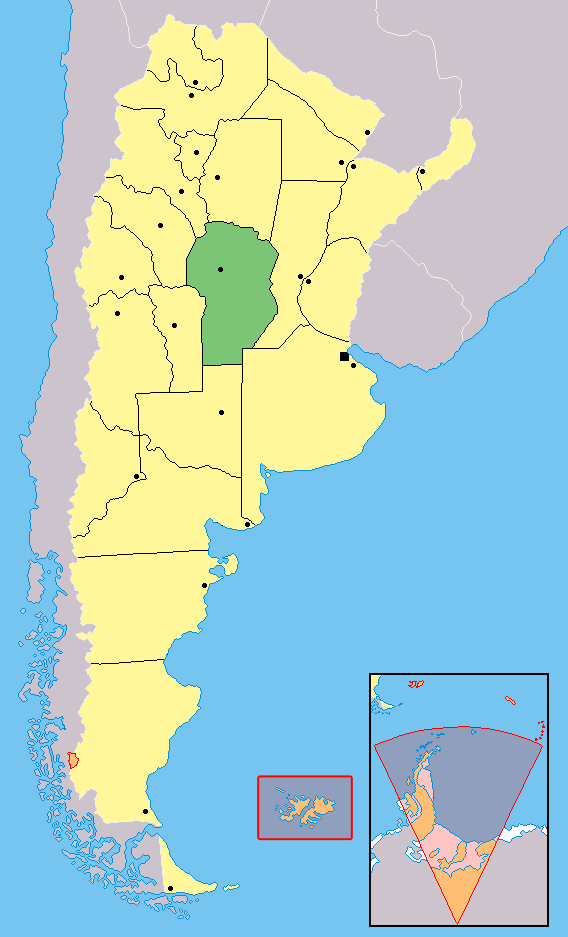
Localisation de la province de Córdoba en Argentine.